# Colégio Santo Antônio
Colégio Santo Antônio é um colégio franciscano de Ensino Fundamental I e II e Ensino Médio, situado na região da Savassi de Belo Horizonte. A instituição vem se destacando no cenário brasileiro por seu desempenho de excelência no Exame Nacional do Ensino Médio, liderando o  ranking de escolas com mais de 100 alunos  que fizeram o exame. É referência também em aprovações nos vestibulares de várias universidades do país e do mundo.

## História

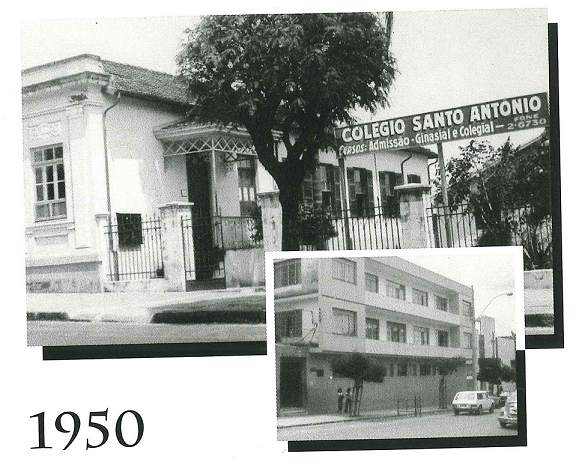
Foto do Colégio Santo Antônio em 1950.

O colégio foi fundado na cidade de São João del-Rei, em Minas Gerais, no ano de 1909, pela Ordem dos Frades Menores. Firmou-se como referência em educação, recebendo estudantes de diversas regiões brasileiras, atraídos pela imagem de excelência acadêmica e de sólida formação humana e religiosa.
Em 1950 os dirigentes da escola resolveram expandir suas a atividades para a capital do estado com o objetivo de melhor preparar seus alunos para o ingresso em escolas superiores de Minas Gerais e de outros estados. A missa inaugural foi celebrada no dia 17 de fevereiro de 1950, pelos frades Bertrando van Breukelen e Pedro Schretlen, numa pequena capela improvisada, na Rua Pernambuco, 880, no Bairro Funcionários, em Belo Horizonte. Naquele mesmo ano, funcionaram as primeiras sete turmas do então curso científico; dois anos depois, surgiram as turmas do ginásio.
Em 1954, a primeira turma de formandos do curso científico teve elevado índice de aprovação nos exames vestibulares da capital mineira e conquistou três importantes primeiros lugares: Guilherme Cabral Filho (Medicina, UFMG), Nilton Baeta (Ciências Econômicas, UFMG) e José de Oliveira Campos (Medicina, Universidade Católica).
Em 1968, após um grande incêndio ocorrido nas dependências da unidade de São João del-Rei, os frades optaram por fechar a unidade definitivamente, repassando toda a infraestrutura remanescente para o município. O Governo do Estado de Minas Gerais providenciou os recursos necessários para a incorporação do patrimônio e, em 1972, iniciou as atividades no prédio a Fundação Municipal de São João del-Rei, uma das instituições formadoras da Universidade Federal de São João del-Rei.
O Colégio Santo Antônio estabeleceu uma tradição pedagógica que o torna conhecido pela excelência acadêmica e pela formação humanista que proporciona. Ao longo de mais de um século de história, passaram pela instituição alunos, professores e funcionários que deixaram sua marca no colégio e na sociedade, levando para a vida os inconfundíveis traços da educação inspirada nas utopias de São Francisco de Assis. Em 2008, a escola alcançou o quarto lugar nacional no Exame Nacional do Ensino Médio (ENEM).
Após o falecimento de frei Bertrando, o primeiro diretor, assumiram a frente da instituição outros franciscanos que ajudaram a construir a sua história: Frades Félix Neefjes, Hubertino Backes, Eduardo Copray, Aristides Kasbergen, Hildeberto Polman, Dario Campos, Salvador Tonino, Hilário Meekes, José Roberto Garcia, Gilberto Teixeira da Silveira, Francisco de Carvalho Neto, Flávio Silva Vieira, Adilson Corrêa da Silva, Jacir de Freitas Faria, Alexsandro Rufino da Silva, Jonas Nogueira e Juvenil Batista da Cruz. Atualmente, a Diretoria é formada por frei Vicente da Silva Lopes (Pedagógico); frei Oton Júnior (Pastoral) e frei Saulo José Duarte (Administrativo).
Em 2018 instituição de ensino tornou-se integrante da rede de Programa de Escolas Associadas da UNESCO (PEA/Unesco).

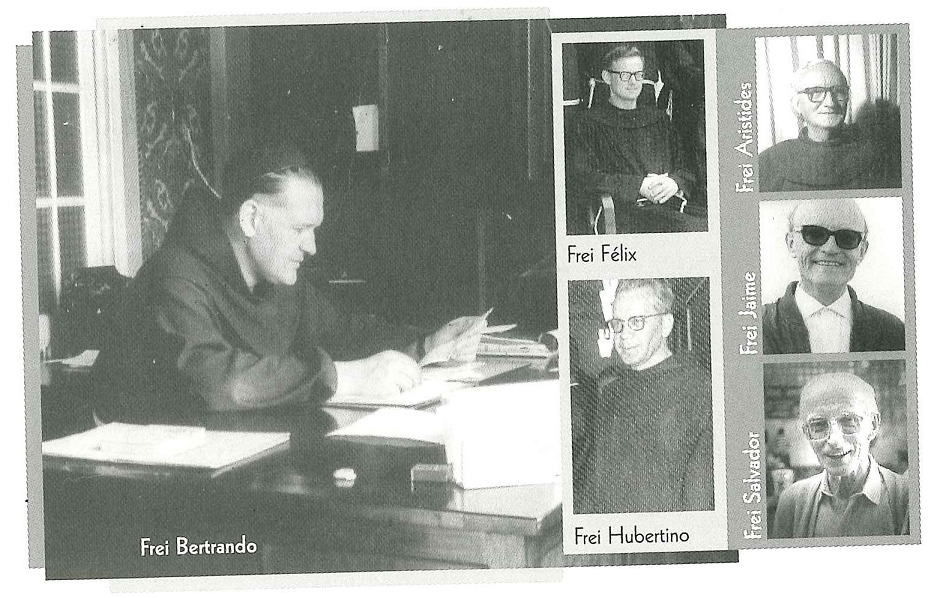
Freis que fizeram parte da história do colégio.

### Cronologia
- 1909: Fundação do Colégio Santo Antônio, em São João del-Rei;
- 1950: Inauguração da sede em Belo Horizonte, inicialmente voltada para o curso científico;
- 1964: Inauguração da Paróquia Santo Antônio no bairro Funcionários;
- 1968: Incêndio no Ginásio Santo Antônio, em São João del-Rei;
- 1972: Encerra definitivamente as atividades do colégio em São João del-Rei;
- 1977: Inauguração do "Coleginho", que recebeu as primeiras séries do Ensino Fundamental;
- 1998: Construção do novo prédio do "Coleginho";
- 2008: Início do programa "CSA Avançado", para alunos do Ensino Médio, que desenvolvem projetos de iniciação científica extracurriculares em várias áreas.
- 2009: O Colégio Santo Antônio completou 100 anos de história.
- 2012: Inclusão da língua alemã na grade curricular, como opção ao espanhol. Parceria com o Goethe-Institut/PASCH.
- 2014: Inclusão da robótica e do CSA Avançado.
- 2025: Inclusão do mandarim na grade curricular, como opção ao o espanhol e alemão